# Объединение русских художников в Эстонии
Объединение русских художников в Эстонии (ОРХЭ эст. Vene Kunstnike Ühendus Eestis) — творческая некоммерческая организация, членами которой являются проживающие в Эстонии и занимающиеся изобразительным искусством представители разных национальностей и разных культурных традиций, объединяющим звеном которых является русский язык.
Цели и задачи объединения: поддержка и развитие творческой деятельности художников, живущих в Эстонии, содействие молодым художникам и самодеятельному изобразительному искусству, сохранение и развитие русской культуры в Эстонии, популяризация и распространение изобразительного искусства в Эстонии и за рубежом, способствование интеграционному процессу в эстонском обществе и укрепление межэтнических отношений через призму изобразительного искусства.
В объединение в основном входят профессиональные художники, среди которых есть выпускники Академии художеств Эстонии, российских профессиональных художественных школ и вузов. В нём представлены живописцы, графики, скульпторы, иконописцы и мастера декоративно-прикладного искусства. Некоторые художники ОРХЭ являются членами Союза художников Эстонии. 

## История
Объединение было создано в 1998 году (зарегистрировано 9 февраля 1999 года) по инициативе Союза Русских просветительных и благотворительных обществ в Эстонии. Юридический адрес: 12614, Tallinn, Akadeemia tee 62—23.
Осенью 2005 года была открыта галерея Объединения русских художников при таллинском Центре русской культуры (ЦРК). Осенью 2014 года объединение получило в пользование первый этаж старинного здания в центре эстонской столицы по адресу ул. Рюйтли 4. Галерея получила название «Номер один» и станет центром художественного творчества, объединив русских художников Эстонии и Балтии. В галерее проводились вернисажи, мастер-классы на русском и эстонском языках, творческие вечера выдающихся мастеров Эстонии, персональные выставки.
В 2019 году председателем правления ОРХЭ был избран Сергей Волочаев. До этого председателями правления были Валерий Александрович Смирнов, Айвар Рихкранд, который также является председателем основанного в 2006 году Объединения художников Кохтла-Ярве, Алексей Корнилов.
В состав объединения в разные годы входили народный художник Эстонии Николай Иванович Кормашов и лауреат Государственной премии СССР Владислав Станишевский. В 2011 году в составе объединения был 81 человек. В 2013 году коллектив насчитывал 84 участника. В начале 2021 года коллектив насчитывал более 80 художников.
Объединение русских художников в Эстонии организует выставки в художественных галереях Ида-Вирумаа, в Нарве, в Кохтла-Ярве, в Тарту, в галереях и культурных центрах Таллина. В таллинском Центре русской культуры стали традиционными отчётные осенние и осенние вернисажи, знакомящие зрителей с новыми работами художников ОРХЭ. В 2011 году в сотрудничестве с Таллинским русским музеем была впервые проведена ретроспективная передвижная выставка Объединения русских художников, которая носила название «Русские художники в Эстонии. Начало XXI века» (эст. “Vene kunstnikud Eestis. 21 sajandi algus”). Из Таллина выставка переехала в Белый зал «Музея сланца» Кохтла-Ярве.
В 2012—2014 годах в рамках программы сотрудничества между Министерством культуры Эстонии и Министерством культуры Российской федерации были проведены мастер-классы и пленэры художников в Музее-заповеднике А. С. Пушкина в Михайловском. Там же прошли и несколько тематических выставок художников объединения.
В 2013 году значительным событием стала выставка в Таллинском русском музее, где экспонировались лучшие работы членов Объединения русских художников в Эстонии, созданные согласно традициям реалистической школы.
Весной 2014 года в таллинском Центре русской культуры работали три выставки Объединения русских художников в Эстонии: «Весенняя выставка 2014», «Золотая осень в Пушкинском заповеднике» и «Юбилейная выставка Василия Гречко 75». Экспозиция второй выставки представила работы участников пленэра, состоявшегося в октябре 2013 года в Музее-заповеднике А. С. Пушкина (Псковская область). Пленэр «Золотая осень в Пушкинском заповеднике 2013» являлся продолжением проекта сотрудничества эстонских художников с Музеем-заповедником А. С. Пушкина, который был начат в 2012 в рамках программы сотрудничества между Министерствами культуры Эстонской Республики и Российской Федерации на 2012—2014 годы.
В декабре 2014 года выставка Объединения русских художников Эстонии была проведена в Рийгикогу, на третьем этаже замка Тоомпеа.
Весной 2018 года в Центре русской культуры в Таллине состоялась выставка Объединения русских художников Эстонии, посвящённая 20-летию создания объединения и столетию Эстонской Республики.
Летом 2018 года в рамках международного арт-проекта «МОСТ» (выставки Объединения за рубежами Эстонии) выставка Объединения русских художников в Эстонии прошла в Москве, в Доме русского зарубежья имени А. Солженицына и в выставочном зале «Тушино». Проект поддержали Посольство Эстонии в Москве (советник Посольства по культуре Димитрий Миронов) и Департамент культуры города Москвы. Куратором проекта был С. Н. Волочаев.
В апреле 2019 года в Москве в рамках международного арт-проекта «МОСТ 2», при поддержке Посольства Эстонии в России, Департамента культуры г. Москвы и Дома русского зарубежья им. А. Солженицына выставки Объединения русских художников в Эстонии под общим названием «Отражение» прошли в Москве, Липецке и посёлке Лев Толстой.
В 2020 году ОРХЭ, посольству Эстонии в Москве и музейно-выставочному центру «Тушино» удалось осуществить проект «МОСТ 3» — совместную выставку художников ОРХЭ и Тушинского товарищества художников в Москве.
В 2021 году ОРХЭ, совместно с Тартуским городским Обществом славянских культур, организовало и осуществило художественный проект «Русский АRТ Эстонии». В рамках проекта в Тарту прошли выставки русских художников, живущих и живших в Эстонии, в Концертном доме театра Ванемуйне и в Эстонском национальном музее. К проекту был издан каталог, в который вошли биографии художников-участников и некоторые из их работ. Каталог стал своего рода энциклопедией современного русского искусства Эстонии.
Осенью 2021 года в ЦРК прошла традиционная Осенняя выставка Объединения русских художников в Эстонии, в ноябре в Рийгикогу открылась выставка 20-ти художников ОРХЭ под названием «Точки пересечения», в декабре начал свою работу арт-проект «МОСТ 4» — выставки ОРХЭ в Москве В Доме русского зарубежья им. А. Солженицына и в МВЦ «Тушино».

## Фотографии
- Выставки Объединения русских художников в Эстонии. Славия.